# Villamayor de Santiago
Villamayor de Santiago é um município da Espanha na província de Cuenca, comunidade autónoma de Castilla-La Mancha, de área 180,72 km² com população de 2741 habitantes (2004) e densidade populacional de 15,17 hab/km².

## Demografia
| Variação demográfica do município entre 1991 e 2004 | Variação demográfica do município entre 1991 e 2004 | Variação demográfica do município entre 1991 e 2004 | Variação demográfica do município entre 1991 e 2004 |
| --------------------------------------------------- | --------------------------------------------------- | --------------------------------------------------- | --------------------------------------------------- |
| 1991                                                | 1996                                                | 2001                                                | 2004                                                |
| 2918                                                | 2827                                                | 2673                                                | 2741                                                |

## Património
- Moinho de vento ‘El Labrador’, que alberga dentro o museu etnográfico
- Plaza Mayor
- Edifício renascentista da Câmara Municipal
- Palácio das Buhardillas
- Praça do Torreón, onde ainda existem vestígios da muralha